# Jean-Louis Tulou

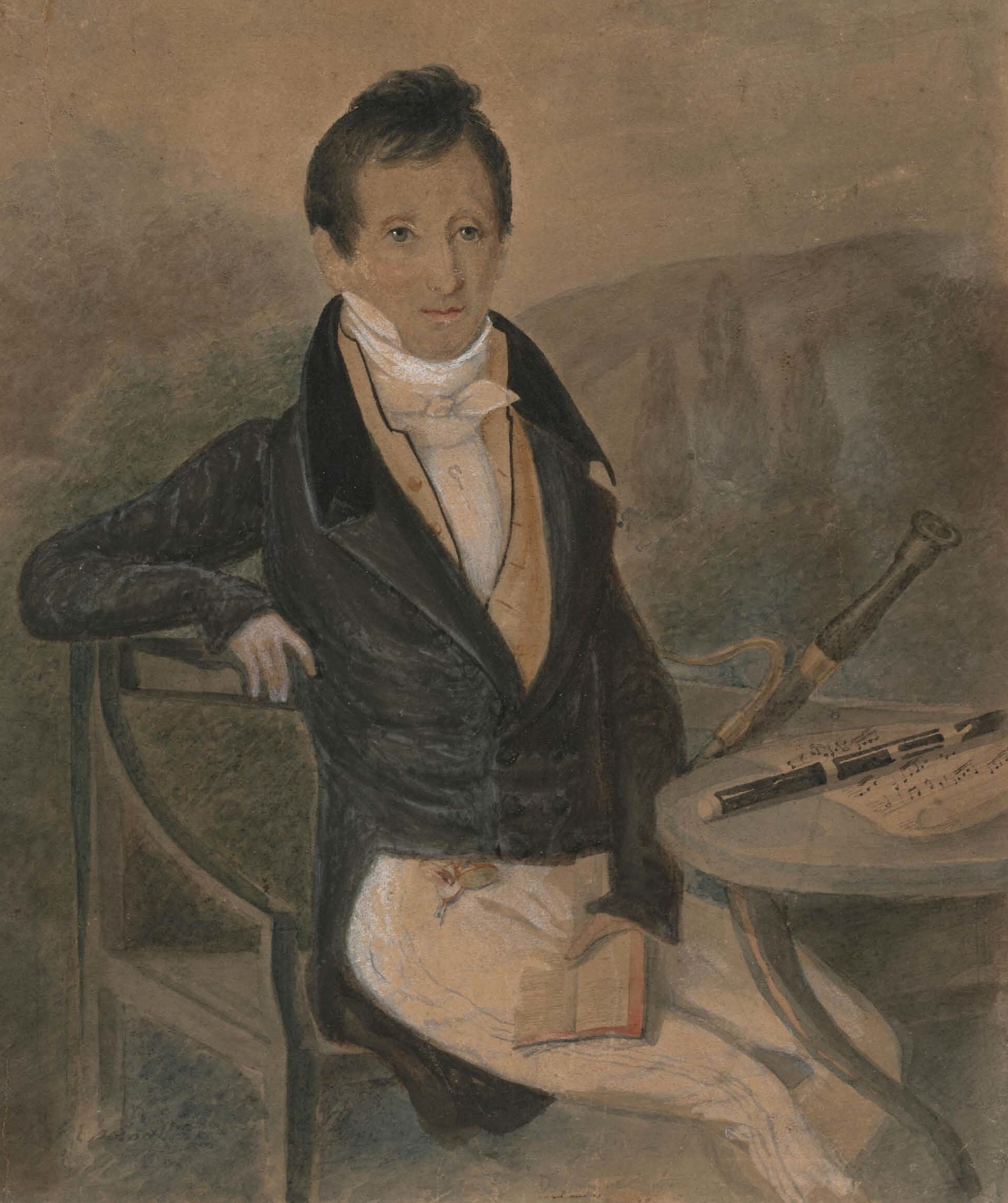
Jean-Louis Tulou, ongeveer 1840

Jean-Louis Tulou (Parijs, 12 september 1786 - Nantes, 24 juli 1865) was een Frans fluitist.
Tulou was de toonaangevende fluitist in Parijs in het tweede kwart van de negentiende eeuw. Hij was een leerling van Johann Georg Wunderlich in Parijs, die hij in 1813 opvolgde als solofluitist van de Opera van Parijs. Hij was van 1829 tot 1856 leraar aan het Conservatorium van Parijs, waar hij Altès, Demersseman en Gordon onder zijn leerlingen telde. Vanaf 1828 bouwde hij zelf fluiten in samenwerking met Jacques Nonon.
Tulou kantte zich zijn leven lang tegen de nieuwe Boehm-fluit, waardoor het instrument geen ingang vond aan het conservatorium. Hij bespeelde zelf een instrument met vier kleppen. Hij werd vooral geroemd om zijn zangerige, gevoelige manier van spelen. Tulou componeerde ook virtuoze fluitmuziek.
- Biblioteca Nacional de España: XX1701157
- Bibliothèque nationale de France: cb139005951 (data)
- Gemeinsame Normdatei: 117438405
- International Standard Name Identifier: 0000 0000 8360 722X
- Library of Congress Control Number: n81150281
- Nationale Bibliotheek van Letland: 000298504
- MusicBrainz: 09fbc3a4-bc37-432f-8a98-42ab450f4f81
- Nationale Bibliotheek van Tsjechië: mzk2010588526
- Nationale Bibliotheek van Israël: 987007283527805171
- Nederlandse Thesaurus van Auteursnamen: 073231126
- Istituto Centrale per il Catalogo Unico: CFIV149187
- SNAC: w6s473r3
- Système universitaire de documentation: 115121951
- Trove: 1092895
- Virtual International Authority File: 17409100
- WorldCat: E39PBJtrXTBfgd4whqvrprQXh3